# Nick Brandt
Nick Brandt, född 1964 i London, är en brittisk fotograf och tidigare regissör för musikvideor. Han är känd för säregna foton av savannens djurliv. Han uppmärksammades i Sverige genom sin utställning On This Earth A Shadow Falls som visades på Fotografiska i Stockholm.

## Bakgrund och tidig karriär
Nick Brandt studerade konst och film på St. Martins School of Art.
Brandt flyttade till USA 1992 och påbörjade en lyckosam karriär som musikvideoregissör och gjorde bland annat flera prisbelönta musikvideor, som exempelvis Michael Jacksons Earth Song, Stranger in Moscow, Cry och andra musikvideor för Moby, XTC och Embrace.
Det var på en resa till Tanzania 1995 för att regissera Michael Jacksons låt Earth Song som Brandt kom i kontakt med fotografering på en seriös nivå. Han blev överväldigad av savannens fantastiska djurliv och valde att byta ut sin framgångsrika karriär som regissör till att bli fotograf inriktad på att dokumentera savannens djur på bild.